# Сан-Педро-де-Тотора
Сан-Педро-де-Тотора (исп. Provincia de San Pedro de Totora, кечуа  San Pedro de Totora pruwinsya) — одна из 16 провинций боливийского департамента Оруро. Площадь составляет 1 412 км². Население по данным на 2001 год — 4941 человек. Плотность населения — 3,5 чел/км². Столица — город Тотора.

## География
Расположена в северной части департамента. Территория провинции протянулась на 50 км с севера на юг и на 45 км с запада на восток. Граничит с департаментом Ла-Пас (на севере) и провинциями: Сахама (на западе), Карангас (на юго-востоке) и Нор-Карангас (на востоке).

## Население
Основной язык провинции — аймара, на нём говорят около 96 % населения; большая часть владеет также испанским, около 1 % населения говорят на кечуа. Католики составляют 64 % населения, протестанты — 25 %. 83,5 % населения провинции заняты в сельском хозяйстве. Население по данным переписи 1992 года составляло 4 040 человек.